# MACD
Premikajoče povprečje konvergenca/divergenca (MACD) je eden najpreprostejših in najučinkovitejših indikatorjev momenta, ki ga je razvil Gerald Appel v poznih sedemdesetih letih. MACD pretvori dva indikatorja, drsečega povprečja (običajno Eksponentno drseče povprečje), ki sledita trendu v oscilator z momentom, tako, da odšteje daljše drseče povprečje od krajšega. Kot rezultat, MACD ponuja najboljše od obeh: sledenje trendu in momentu. MACD niha nad in pod ničelno črto, ko se drseča povprečja križajo in razhajajo. Trgovci lahko signale za nakup (na dolgo) ozoroma prodajo (na kratko) iščejo v križičih linij in ničelne črte ter v konvergenci ozirom divergenci MACD linij. Ker je MACD neomejen, ni posebej koristen za določanje previsoke oziroma prenizke ranvni za nakup oziroma prodajo. MACD se lahko izgovori kot "Mac-Dee" ali "M-A-C-D." 

## Izračun
Vsaka cena pri kateri se sklene posel na borzi predstavlja trenutek soglasja vrednosti udeležencev na trgu. Gibljivo povprečje pokaže povprečni konsenz vrednosti v izbranem časovnem obdobju. Hitro drsno povprečje odraža povprečno soglasje v kratkem času in počasno drsno povprečje v daljšem časovnem obdobju. MACD-histogram meri spremembe soglasja s sledenjem razlike med hitim in počasnim drsečim povprečjem.
Appel je za izdelavo MACD uporabil tri eksponentna drsna povprečja:
1. Izračuna se 12-dnevno Eksponetno drseče povprečje (EMA) cene pri zaprtju trga.
2. Izračuna se 26-dnevni EMA cene pri zaprtju trga.
3. Odšteje se 26-dnevno EMA od 12-dnevne EMA - to je hitra ali MACD linija.
4. Izračuna se 9-dnevno EMA hitre oziroma MACD linije - to je počasna ali signalna linija.
5. MACD-histogram se izračuna tako, da se signalno črto MACD odšteje od MACD linije

Matematično to zapišemo:
Matematično to zapišemo:
MACD: ((12-dnevna EMA) – (26-dnevna EMA))
Signalna linija: 9-dnevna linija MACD
MACD hitogram: MACD – signalna linija
Vrednosti 12, 26 in 9 so standardne številke, ki se v večini programskih paketov uporabljajo kot privzete vrednosti. 
MACD linije nakazujejo signale za nakup, ko hitra linija prečka počasno črto. Če hitra linija prečka počasno in je nad njo, je to signal za nakup (nakup na dolgo). Ko prečka počsno linijo in je pod njo, daje signal za prodajo (nakup na kratko).
MACD linije pri prečkanju črt naznačujejo signale za začetek posla, ne pa tudi signale za zaključek posla.
Hitra linija MACD odraža kratkoročno soglasje vrednosti, medtem ko počasna linija signala odraža dolgoročnejše soglasje. Ko se hitra črta dvigne nad počasno črto, to nakazuje, da so udeleženci na trgu vse bolj bikovski. Ko biki postajajo močnejši, je pravi čas za nakup.
Ko hitra linija (MACD)  pade pod počasno linijo (signalna linija), to nakazuje na to, da so udeleženci na trgu postali medvedji. Ko medvedi postanejo močnejši, je čas, za prodajo (na kratko). MACD linije sledijo trendom, ko pa se linije križajo le-te zaznamujejo preobrat. Kot vsi kazalci, ki sledijo trendom, tudi MACD deluje najbolje, ko se trgi gibljejo in slabše delujejo v obdobju ko se cene ne gibljejo. MACD je lahko bolj uporaben če se nariše kot MACD-histogram.
MACD-histogram = hitra linija MACD - Počasna (signalna) linija. MACD-histogram meri razliko med hitro MACD linijo in počasno signalno linijo in se riše kot histogram.
Naklon MACD-histograma kaže, ali postajajo močnejši biki ali medvedi. Zelo močan signal MACD-histograma, ki se na grafu z dnevnimi svečkami pojavi samo enkrat ali dvakrat letno, je razhajanje med najvišjimi ali najnižjimi vrednosti indikatorjev in ali najvišjimi ali najnižjimi vrednosti cen. Ko se MACD-histogram dviguje (podobno kot vzorec črk g-G), kaže na to, da množica postaja bikovska – takrat je pravi čas za nakup (ali posel na dolgo). Ko se naklon MACD-histograma zmanjša (kot s črkami Q-q), kaže, da množica postaja medvedja – takrat je pravi čas za prodajo (ali posel na kratko).
Ko se MACD-histogram dviguje, kaže, da biki postajajo močnejši, in ko upada, kaže, na to, da medvedi postajajo močnejši. MACD-Histogram vam pomaga, da stavite na zmagovalno stran.

## Pomembni signali
MACD-histogram daje dve vrsti signalov. Prvi je običajen, opazimo ga v naklonu MACD-histograma. Višanje MACD-histograma kaže, da so močnejši biki, Nižanje pa kaže, da so močnejši medvedi.
Drugi signal se pojavlja redko, pri večini trgov na dnevnih svečkah le nekajkrat na leto, vendar ga je vredno počakati, ker je eden izmed najmočnejših signal pri tehnični analizi. Ta signal je razhajanje oziroma divergenca med vrhovi cen in MACD-histogramom. Do divergence pride, kadar gre gibanje vrhov cene v eno smer, trend vrhov v MACD-histogramu pa manifestira v nasprotni smeri. Da se ti vzorci razvijejo lahko na dnevnih svečkah traja tudi mesec in več.
Bikova divergenca se pojavi, ko cene sledijo najnižjim točkam in je naslednja najnižja točka nižja od prejšnje. Hkrati MACD-histogram riše nasproten vzorec. Ko se oddalji od prvega dna, se dvigne nad ničelno črto, "razbije hrbet medveda." Ko cene potonejo na novo nižjo vrednost, se MACD-histogram zmanjša na bolj plitko dno. V tem trenutku pso cene nižje, dno MACD-histograma pa višje, kar kaže, da so medvedi šibkejši in je trend upadanja cene pripravljen na novo povečevanje cene. MACD-histogram odda signal za nakup, ko se odcepi od drugega dna.
Občasno drugemu dnu sledi še tretje. Zato morajo trgovci pravilno upravljati z denarjem. Na trgih ni zanesljivosit, se le verjetnosti. Tudi zanesljiv vzorec, kot je razhajanje MACD-histograma, občasno ne deluje, zato je potrebno iz posla izstopiti, če cene padejo pod njihovo drugo dno. Ohraniti je potrebno svoj trgovalni kapital, ki ga mogoče pri ponovnem signalu ponovno uporabiti.
Medvedja divergenca se pojavi, ko se cene dvignejo na nov vrh, padejo in se nato dvignejo na višji vrh. MACD-histogram da signal, ko se med padanjem vrednosti MACD histogram s prvega vrha prebije pod ničelno vrednost. Ko cene dosežejo višji vrh, se MACD-histogram dvigne na precej nižji vrh. Kaže na to, da so biki šibkejši, cene pa se dvigajo samo še zaradi inercije.

## Baskervillski pes
MACD-histogram je za trgovce kot so rentgenski žarki za zdravnike, pokažejo moč ali šibkost kosti pod površino kože. Biki ali medvedi se lahko zdijo močni, ko cene dosežejo novo skrajnost, vendar razhajanje MACD-histograma kaže, da prevladujoči postajajo šibki in, da se bodo cene potencialno spremenile.
Ko MACD-histogram nakaže bikovsko divergenco je priporočljiv nakup (na dolgo), torej ko cene padejo na nov najnižji vrh, medtem ko indikator nakaže višji vrh od prejšnjega. Kmalu po tem, ko MACD-histogram naredi drugo dno, ki je nižje od prejšnjega, kaže, da so medvedi postajali šibkejši, dvig cene pa nam pove, da biki postajajo močnejši. Pod zadnjim dnom postavite stop naročilo. Razlogi za posel iz bikovskih divergenc so ponavadi zelo močni, vendar je vedno priporočjivo uporabiti stop naročilo, če signal izzveni.
Posel na kratko je priporočljiv, ko MACD-histogram nariše medvedjo divergenco, torej ko se cene dvignejo na novo višjo raven, indikator pa gre iz nižjega vrha na še nižjega. Ko se množica postavi na zadnje noge in ropota, nas mami, da bi se osredotočili na veter, zaprli oči in opravili nakup. Ko množica postane manična, je težko ostati hladen, a potrpežljiv trgovec išče razhajanja MACD-histograma. Če se cena dvigne, pade in se nato dvigne na višjo raven, medtem ko se MACD-histogram dvigne, pade pod svojo ničelno črto (prebije hrbet bika) in se spet dvigne, vendar na nižjo raven, to ustvari medvedjo divergenco. Iz dogajanja je razvidno, da so biki oslabeli, vrednost narašča zaradi inercije in  ko le-te ni več, bo vrednost začela padati.
MACD-histogram daje signal za posel na krato, ko se drugi vrh zmanjša. Ko se je posel na kratko začel, je treba postaviti stop naročilo nad zadnji najvišji vrh.
Divergenca med MACD-histogramom in cenami na dnevnih svečkah so skoraj vedno vredne trgovanja. Divergence na tedenskih svečkah pa običajno označujejo prehode med trgi bikov in medvedov.
Ko se MACD-histogram dvigne na nov najvišji vrh, je to znak bikovksega navdušenja. Tudi če bikom zastane korak, da zadihajo, je vztrajnost navzgor tako močna, da se bo bikovski trend nadaljeval tudi po povratku.
Ko se MACD-histogram spusti na novo najnižjo raven, je to znak, da so medvedi izjemno močni. Tudi če biki uspejo organizirati povratek, bo verjetno velika vztrajnost trga navzodl spodbudila, da ponovno testira in preseže svojo najnižjo vrednost.
MACD-histogram deluje kot delujeno žarometi na avtomobilu - osvedlijo del ceste pred nami. Ne osvetlijo pa celotne poti domov, ampak omogočajo, da se vidi dovolj daleč, da je mogoče voziti z normalno hitrostjo in se pravočano pripravite na ovinke in pravočasno zavijete.